# Thalictrum fendleri
Thalictrum fendleri là một loài thực vật có hoa trong họ Mao lương. Loài này được Engelm. ex A. Gray miêu tả khoa học đầu tiên năm 1849.

## Hình ảnh

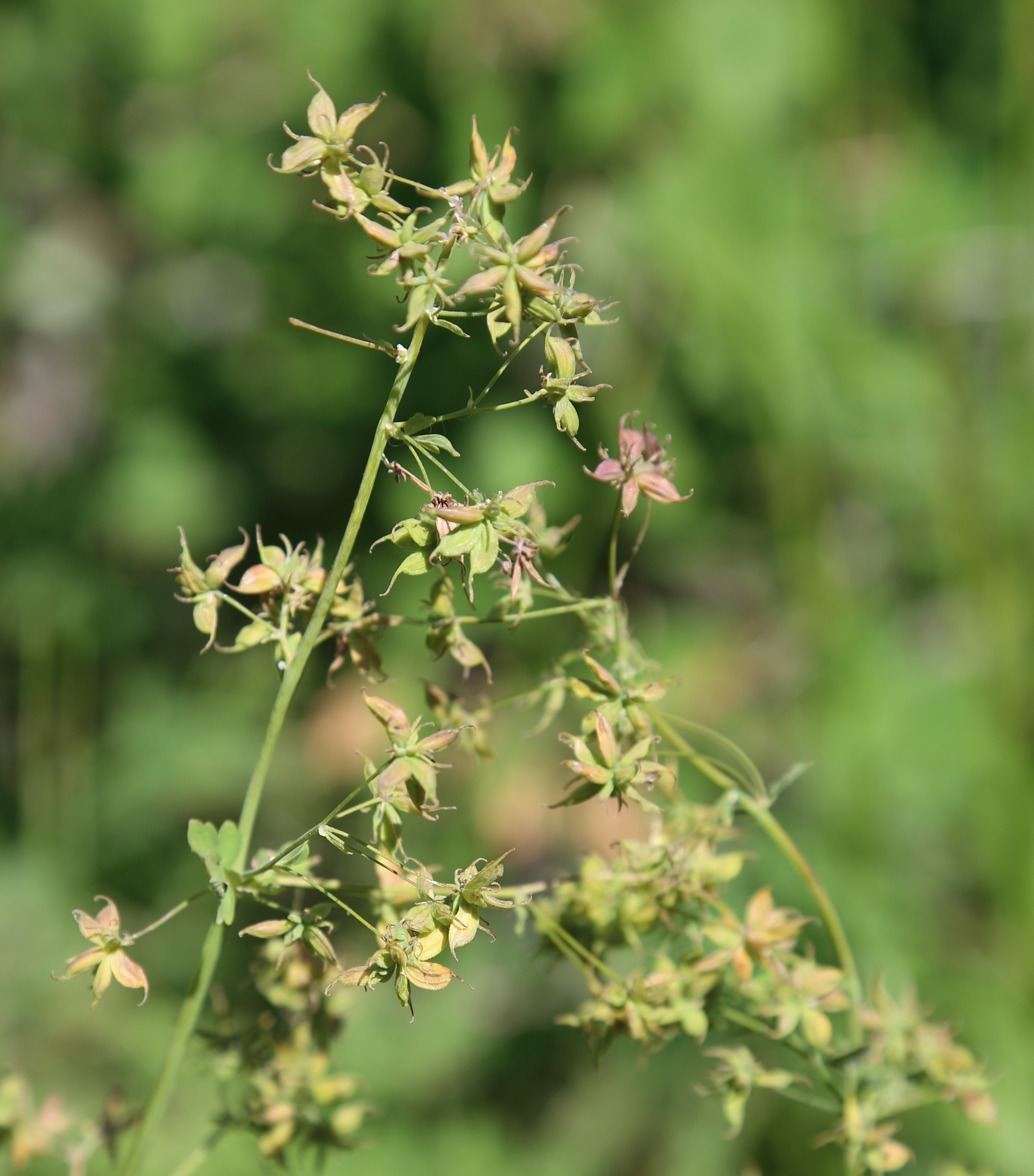
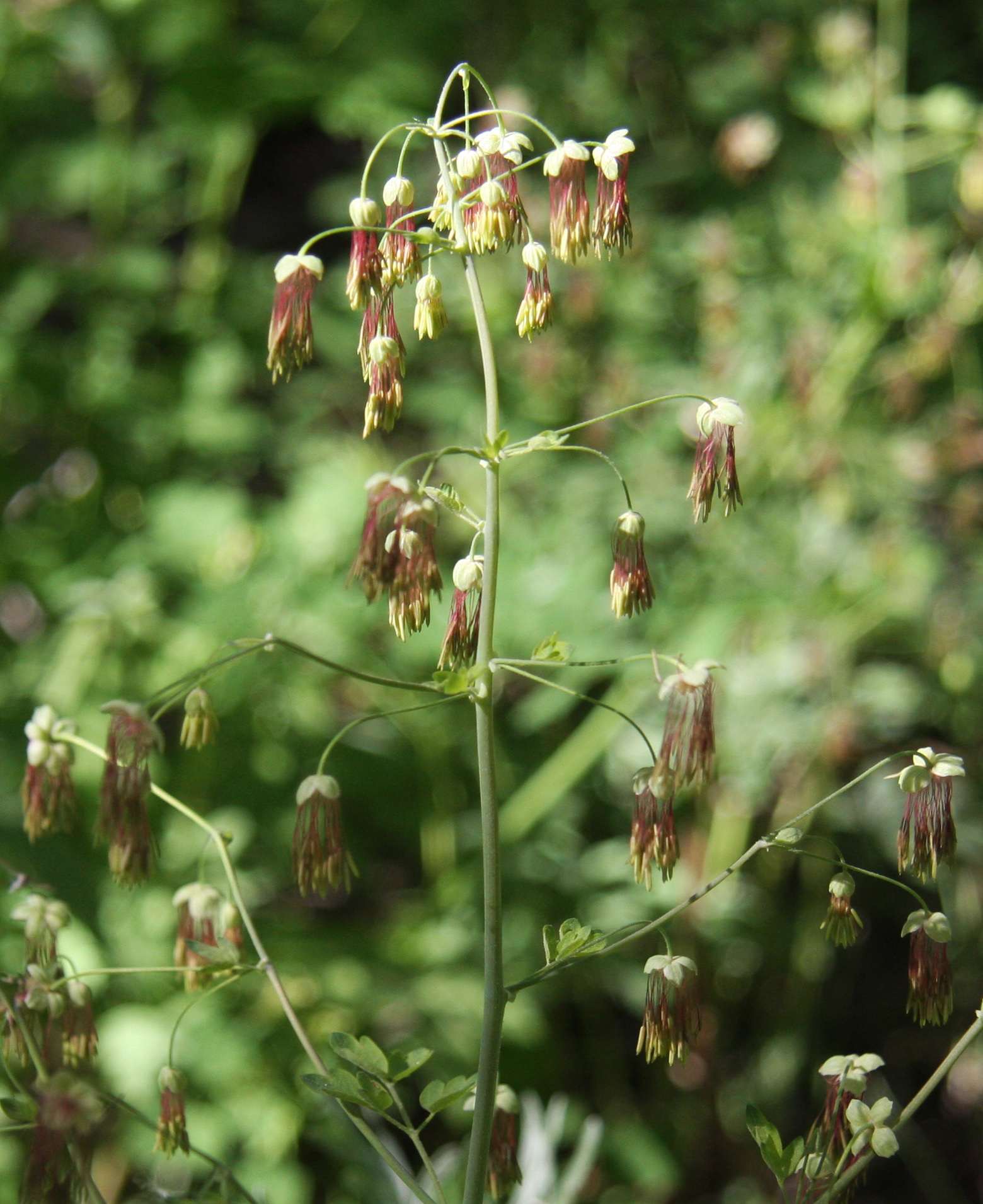
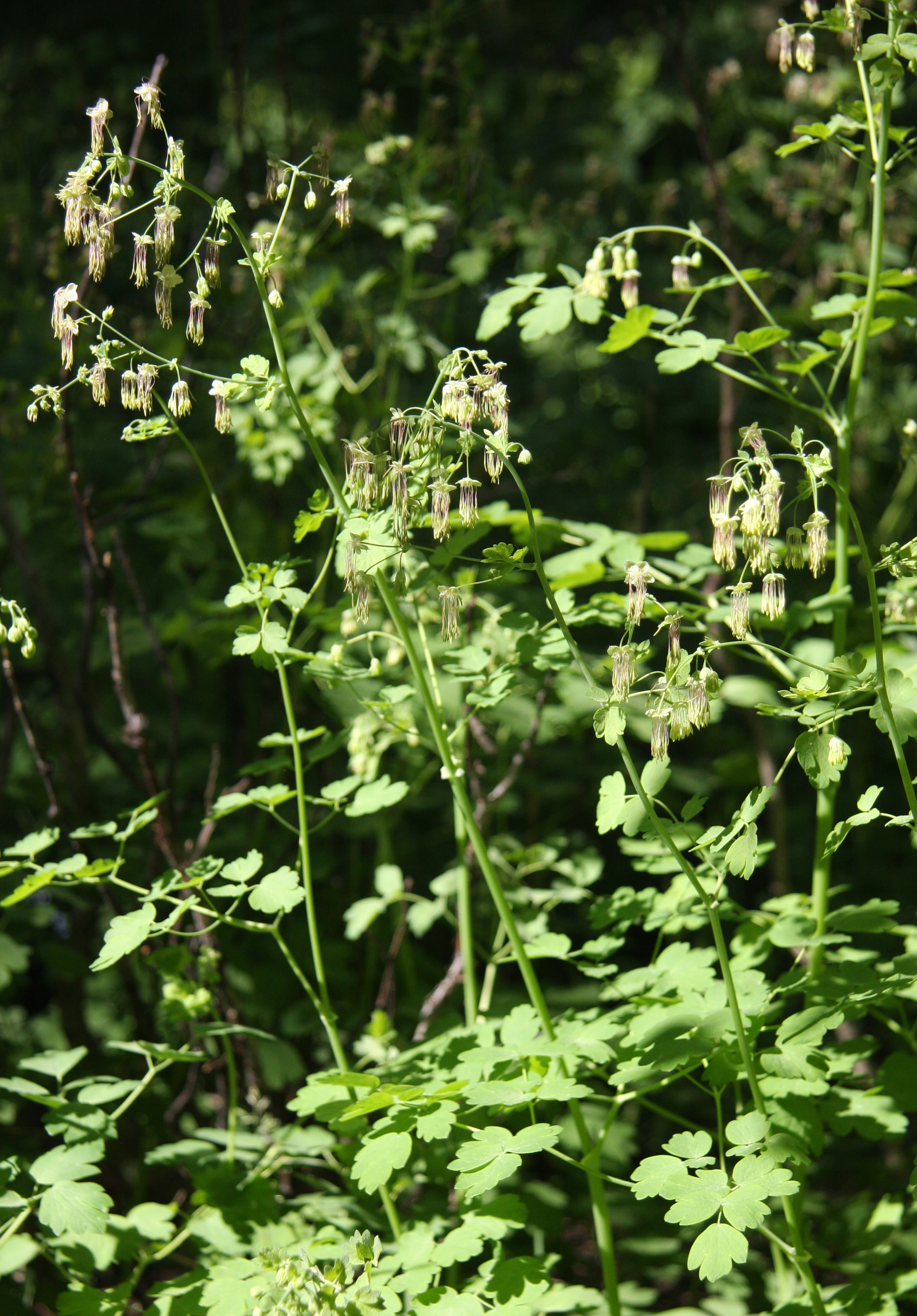
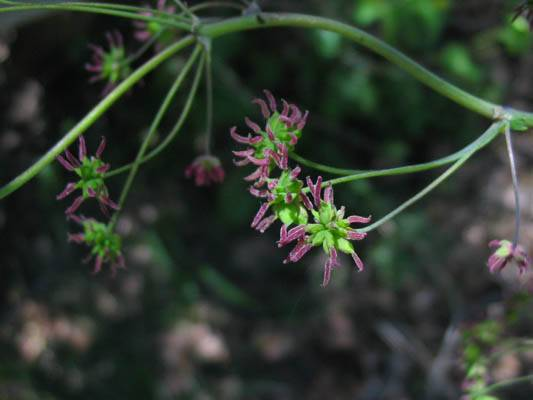